# Mayra Aguiar
Mayra Aguiar, née le 3 août 1991 à Porto Alegre, est une judokate brésilienne en activité évoluant dans la catégorie des moins de 78 kg.
Elle est détentrice de trois médailles de bronze aux Jeux olympiques, lors des éditions de 2012 à Londres, 2016 à Rio de Janeiro et 2020 à Tokyo.
Elle est triple championne du monde, en 2014, 2017 et 2022, comptant également quatre autres médailles mondiales à son palmarès. Dans les compétitions continentales, elle remporte sept titres, un aux Jeux panaméricains et six aux Championnats panaméricains.

## Carrière

### 2006-2008
À 15 ans, il a remporté une médaille de bronze aux Championnats du monde juniors de judo 2006.
Elle a remporté une médaille d'argent aux Championnats panaméricains de judo 2007.
Alors qu'elle avait encore 15 ans, elle a participé aux Jeux panaméricains de 2007 à Rio de Janeiro et a remporté une médaille d'argent, s'inclinant en finale face à la future championne de l'UFC Ronda Rousey,.
Aux Championnats panaméricains de judo 2008 organisés à Miami, elle devient pour la première fois championne de cette compétition, obtenant la médaille d'or.

### Jeux olympiques d'été 2008
En 2008, Aguiar a participé aux Jeux olympiques d'été de 2008 mais a perdu son seul match contre la judoka espagnole Leire Iglesias.

### 2008-2012

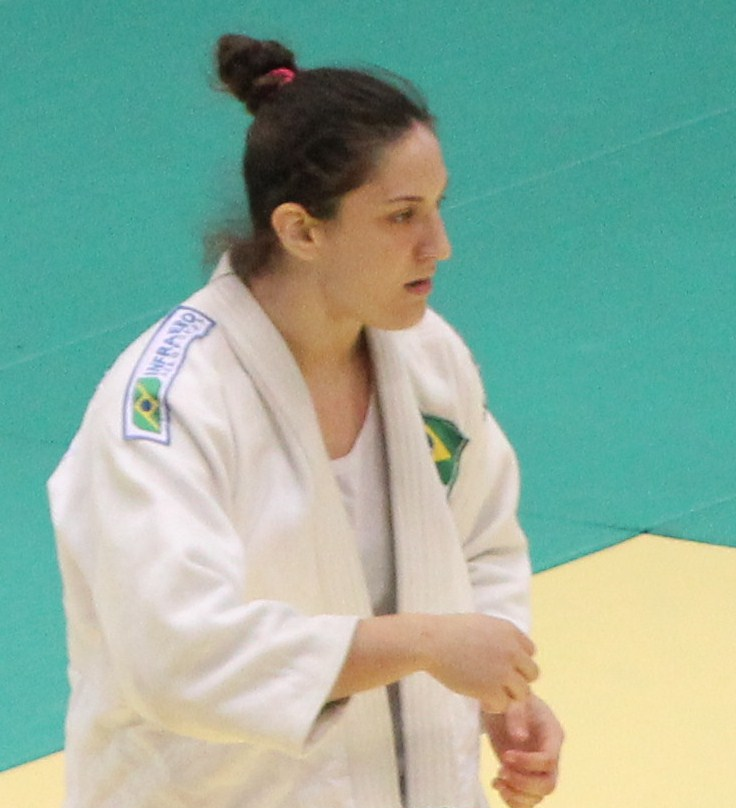
Aguiar, 2010.

Aux Championnats du monde juniors de judo 2008, elle a remporté une médaille d'argent.
En décembre 2008, Aguiar a été grièvement blessée au genou droit. Elle n'a pu effectuer aucun entraînement de judo pendant près de dix mois et n'est revenue qu'en septembre 2009.
Après avoir passé dix mois loin du tapis en raison d'une opération au genou, en octobre 2009, Aguiar a remporté la médaille de bronze dans la catégorie des 78 kg aux Championnats du monde juniors de judo 2009 à Paris.
En 2010, après sa blessure, Aguiar a changé de catégorie, passant de poids moyen à mi-lourd et a remporté une médaille d'or aux Championnats panaméricains de judo 2010 au Salvador. Lors du Grand Chelem de Judo de Rio de Janeiro 2010 (le Grand Chelem est le tournoi qui rapporte le plus de points au classement du judo après les Jeux Olympiques, les Championnats du Monde et le Masters), elle bat la numéro 1 française dans la catégorie des -78 kg., Céline Lebrun, et atteint la médaille de bronze. En septembre de la même année, elle participe aux Championnats du monde de judo 2010 et perd la finale contre l'Américaine Kayla Harrison, remportant la médaille d'argent. En remportant l'or aux Championnats du monde juniors de judo 2010 à Agadir, Mayra est devenue l'athlète avec le plus de médailles dans la compétition de tous les temps,,.
Au Grand Chelem de Judo de Paris 2011, Aguiar a remporté une médaille de bronze. Aux Championnats panaméricains de judo 2011, elle a remporté une médaille d'argent. Au Grand Chelem de Judo de Moscou 2011, Aguiar a remporté une médaille de bronze. Elle a remporté l'or au Grand Chelem de Judo de Rio de Janeiro en 2011 en battant Kayla Harrison. Aux Championnats du monde de judo 2011, Aguiar a remporté la médaille de bronze. Elle n'a été battue qu'en demi-finale par la n°1 mondiale, la Japonaise Akari Ogata. À l'âge de 20 ans, aux Jeux panaméricains de 2011, elle affronte, lors de son deuxième combat, l'Américaine Kayla Harrison, la principale candidate à l'or, perdant mais obtenant plus tard la médaille de bronze dans la compétition. Elle termine l'année en obtenant une médaille de bronze au Grand Chelem de Judo de Tokyo 2011,,,,,,.
Début 2012, elle remporte son premier titre en World Masters (la deuxième compétition la plus importante du circuit de judo après les Championnats du monde). À l'âge de 20 ans, elle a remporté la médaille d'or aux Masters mondial de judo 2012 organisés à Almaty. Après avoir remporté le Grand Chelem de Judo de Paris 2012, elle a pris la première place du classement mondial dans la catégorie des moins de 78 kg. C'était la première fois qu'une Brésilienne arrivait en tête du classement créé par la FIJ en 2009. Elle est devenue trois fois championne du Championnat panaméricain de judo, aux Championnats panaméricains de judo 2012 à Montréal,,.

### Jeux olympiques d'été de 2012
En 2012, Aguiar a remporté une médaille de bronze aux Jeux olympiques d'été de 2012, remportant trois matchs par ippon. Sa seule défaite fut à nouveau contre Harrison, qui remporta la demi-finale en route vers une médaille d'or.

### 2012-2016

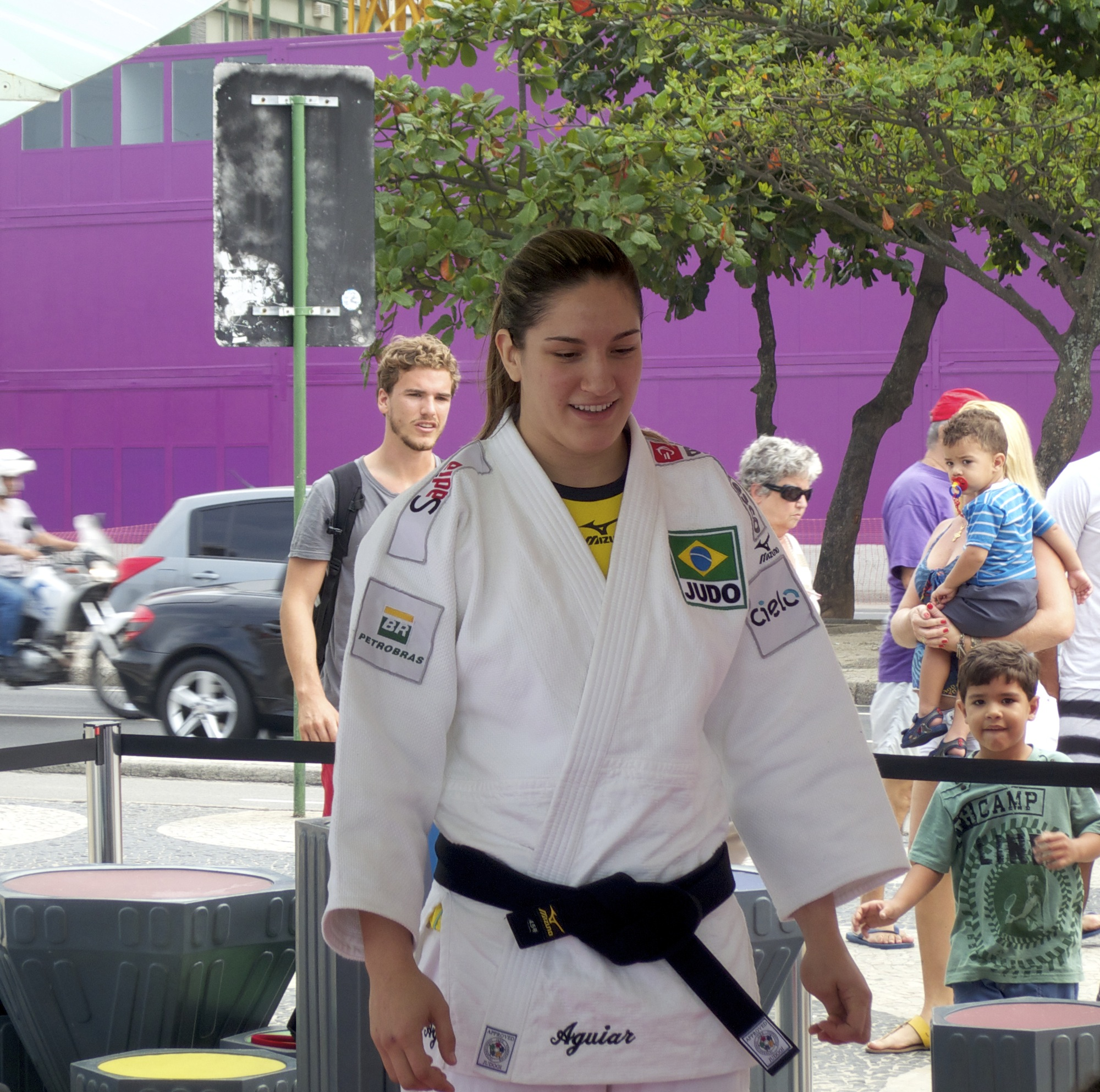
Aguiar, 2013.

Mayra a de nouveau remporté l'or aux Championnats panaméricains de judo 2013, devenant ainsi quatre fois championne. En 2013, Aguiar a obtenu une autre médaille d'or au Masters en remportant le Masters mondial de judo 2013 à Tioumen. Grâce à cela, elle est à nouveau numéro 1 au classement mondial. Elle a remporté une médaille d'argent au Grand Chelem de Judo de Moscou 2013. Aux Championnats du monde de judo 2013, organisés à Rio de Janeiro, elle a obtenu une médaille de bronze dans la catégorie des -78 kg et une d'argent avec l'équipe féminine brésilienne,,,,.
Après les Championnats du monde 2013, elle n'est revenue à la compétition qu'en juillet 2014, au Grand Chelem de Judo de Tioumen 2014, où elle a remporté quatre matchs et décroché la médaille d'or, battant sa rivale Kayla Harrison. Aguiar est devenu champion du monde pour la première fois en 2014, en battant la Française Audrey Tcheuméo en finale,.
Aguiar n'a pas combattu pendant 8 mois après avoir remporté le titre mondial, jusqu'à ce qu'elle participe aux Championnats panaméricains de judo 2015 et devienne cinq fois championne du tournoi. Aux Jeux panaméricains de 2015, elle a remporté une médaille d'argent. En novembre, elle a également remporté la médaille d'argent au Grand Chelem de Judo de Abu Dhabi 2015,,.
En février 2016, Aguiar remporte la médaille d'or au Grand Chelem de Judo de Paris 2016, devenant ainsi double championne de ce tournoi et battant l'Américaine Kayla Harrison, sa plus grande rivale dans la catégorie, par ippon en finale. C'était la deuxième fois qu'elle remportait le Grand Chelem français en battant Harrison. A ce stade, elle avait rétrospectivement l'avantage face à Harrison (huit victoires en 15 affrontements). Aux Championnats panaméricains de judo 2016 à La Havane, dans une nouvelle finale Aguiar x Harrison, l'Américain a égalisé le match entre les deux, laissant à Aguiar la médaille d'argent. Lors de la finale de la catégorie -78 kg du Masters mondial de judo 2016 a eu lieu le 17ème duel entre Aguiar et Harrison, où l'Américain a appliqué un brassard (juji-gatame) dans la dernière minute, remportant le combat. Aguiar a remporté la médaille d'argent, sa troisième médaille Masters,,.

### Jeux olympiques d'été de 2016

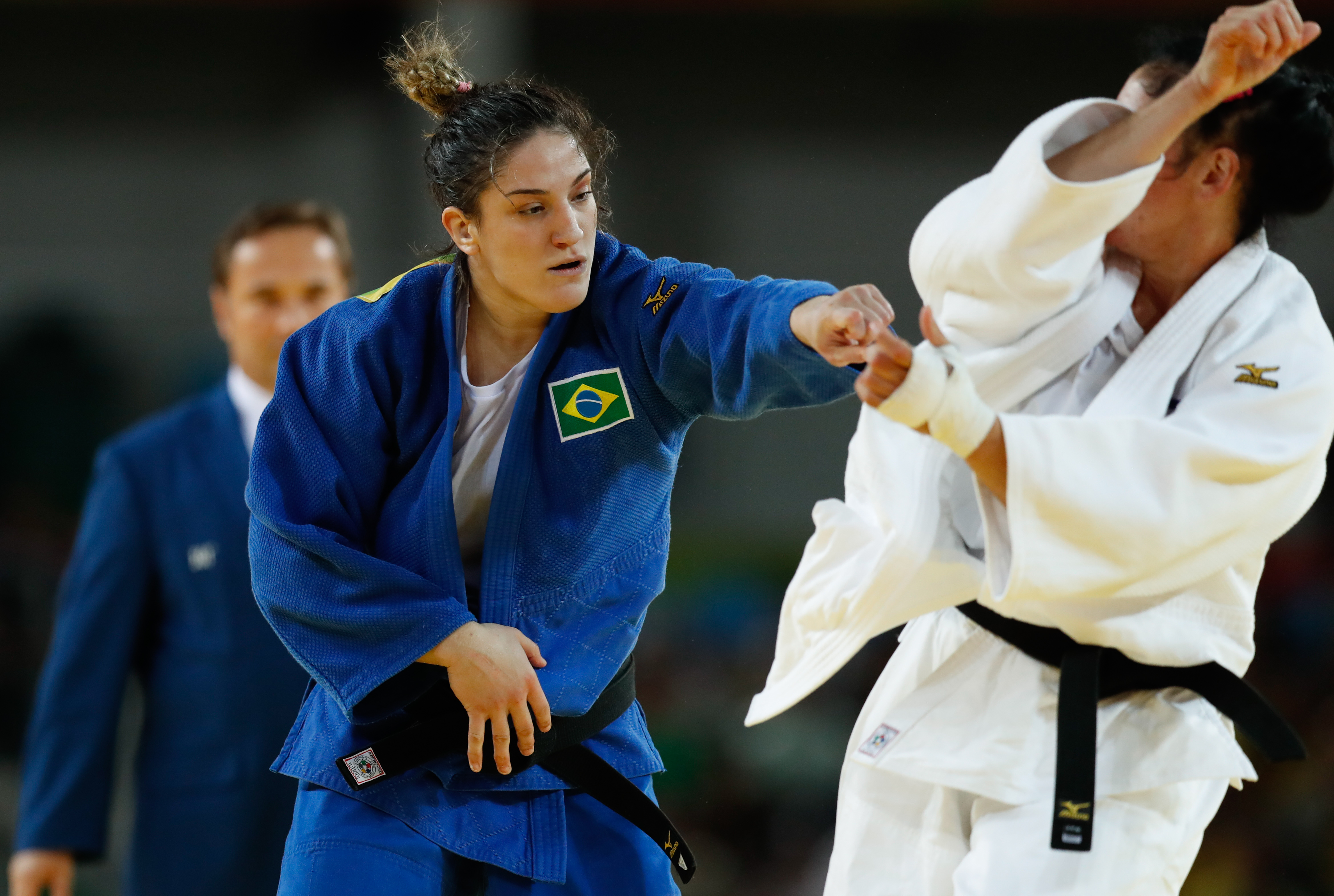
Aguiar dans le combat pour la médaille de bronze aux Jeux olympiques d'été de 2016.

Alors que le Brésil accueille les Jeux olympiques d'été de 2016 et les récents triomphes d'Aguiar, elle était la favorite pour remporter la médaille d'or. Une demi-finale difficile contre Tcheuméo, où Aguiar est restée sans but et a été battue aux tirs au but, l'a renvoyée au match de bronze, qu'Aguiar a remporté, lui donnant une deuxième médaille olympique.

### 2016-2020

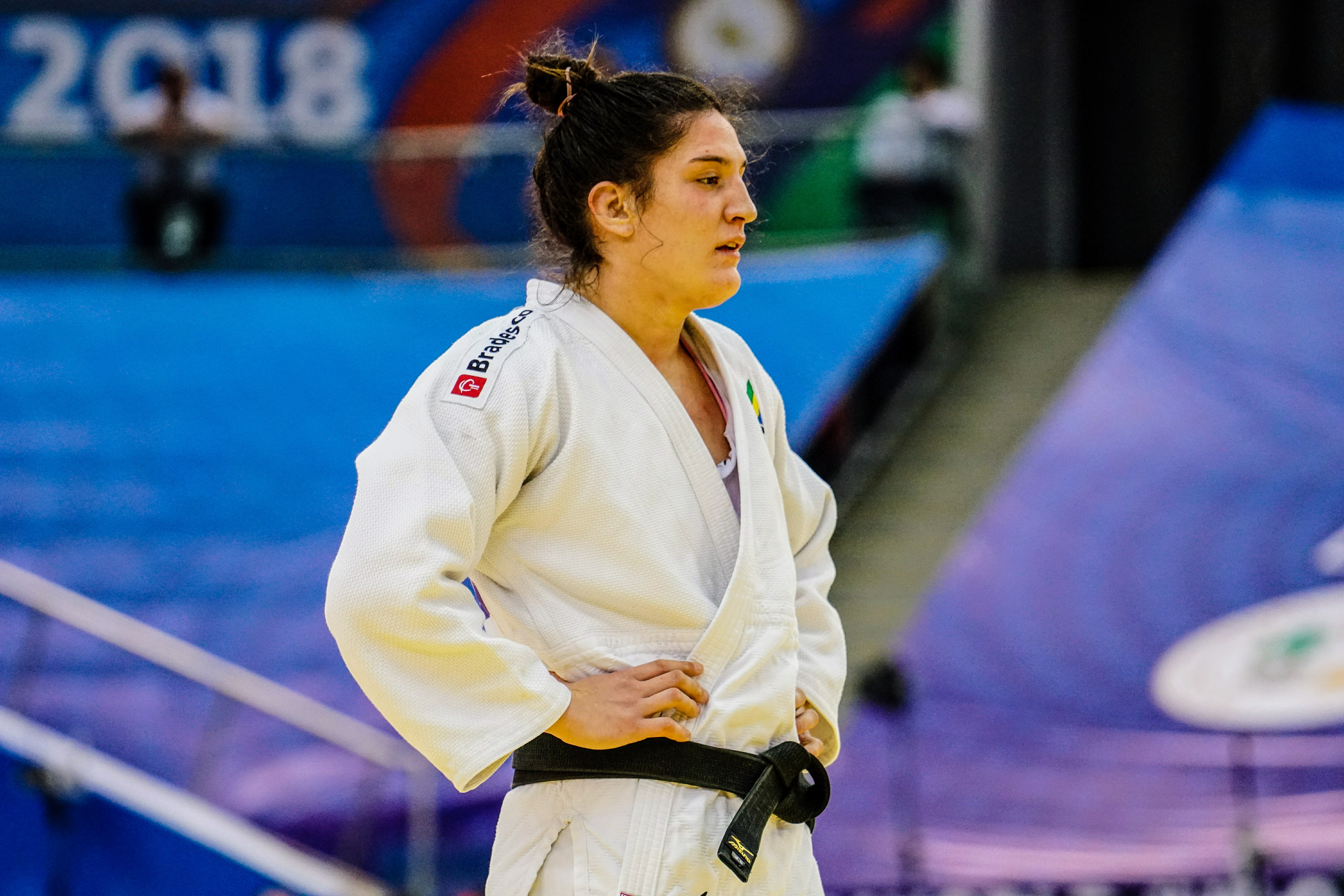
Aguiar aux Championnats du monde de judo 2018.

Après les Jeux olympiques de 2016, Mayra a pris un certain temps pour se reposer et se concentrer sur son entraînement. Elle est revenue en juin 2017 et a remporté le Grand Prix de Judo de Cancún 2017 au Mexique. Lors de sa deuxième compétition de l'année, les Championnats du monde de judo 2017, elle a battu deux Japonaises d'affilée pour devenir double championne du monde. Cette année, elle a également remporté le bronze au Grand Chelem de Judo de Abu Dhabi 2017,.
En mars 2018, elle est montée sur le podium dans les deux compétitions auxquelles elle a participé cette année-là : en février, elle a remporté l'argent au Grand Chelem de Judo de Düsseldorf, et en mars, elle a remporté le bronze au Grand Chelem de Judo de Ekaterinbourg, 
occupant la deuxième place du classement mondial à cette époque. Lorsqu’elle a remporté l’argent au Grand Prix de Judo de Hohhot 2018, elle était déjà à nouveau leader du classement mondial. En 2018, elle a même remporté l'argent au Grand Prix de Judo de Cancún 2018,,.
En 2019, Aguiar a remporté l'or au Grand Chelem de Judo de Düsseldorf 2019 et l'argent au Grand Chelem de Judo de Ekaterinbourg 2019. Aux Championnats panaméricains de judo 2019, elle est devenue six fois championne du tournoi. Elle a été championne du Grand Prix de judo de Budapest 2019 en juillet. Alors qu'elle était leader du classement mondial dans la catégorie des -78 kg, Aguiar, âgée de 28 ans, a remporté sa première médaille d'or aux Jeux panaméricains, aux Jeux panaméricains de 2019, à Lima, au Pérou. Et aux Championnats du monde de judo 2019, Aguiar a remporté la médaille de bronze, la sixième médaille du Brésilien aux championnats du monde. Avec cela, Aguiar s'isole comme la plus grande médaillée brésilienne de l'histoire des championnats du monde,,,,,.
Début 2020, Aguiar a remporté une médaille d'argent au Grand Chelem de Judo de Düsseldorf 2020.

### Jeux olympiques d'été de 2020

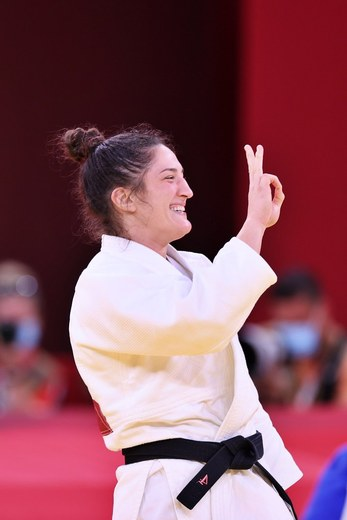
Aguiar célèbre sa troisième médaille de bronze olympique, remportée aux Jeux Olympiques de Tokyo 2020.

En 2021, Aguiar a remporté l'une des médailles de bronze dans l'épreuve féminine des 78 kg aux Jeux olympiques d'été de 2020 à Tokyo, au Japon. Elle est la première Brésilienne à remporter trois médailles olympiques dans un sport individuel, devenant ainsi la meilleure judoka féminine de l'histoire du Brésil.

### 2021-2024
Après le retour des compétitions sportives mondiales, Mayra a obtenu d'excellents résultats en 2022. En avril, aux Championnats panaméricains de judo 2022, elle est devenue sept fois championne du tournoi. Elle a obtenu l'argent du Grand Chelem de Judo de Tbilissi 2022 en juin, le bronze du Grand Chelem de Judo de Budapest 2022 et le bronze du Grand Prix de judo de Zagreb 2022, en juillet. En octobre 2022, elle entre dans l’histoire en devenant la première triple championne du monde de judo brésilienne, lors des Championnats du monde de judo 2022. En quarts de finale, elle a battu l'Allemande Alina Boehm, actuelle championne d'Europe. En demi-finale, elle a battu Shori Hamada, l'actuelle championne olympique, par ippon. La médaille d'or a été remportée contre le Chinois Zhenzhao Ma. Et, en fin d'année, alors qu'elle était 2ème au classement mondial dans sa catégorie, elle remporte une médaille de bronze aux Masters mondial de judo 2022 à Jérusalem, reprenant ainsi la tête du classement mondial,,,,,,.
Après le Masters 2022, Aguiar s'est absenté de la compétition pendant neuf mois, pour se reposer et soigner des blessures mineures. Elle est revenue en septembre 2023, au Championnat panaméricain de judo. Aux Championnats panaméricains de judo 2023, organisés à Calgary, au Canada, elle est devenue huit fois championne de la compétition. Toujours en septembre, elle a été médaillée de bronze au Grand Chelem de Judo de Bakou 2023, et en décembre, elle a décroché une médaille d'or sans précédent pour le judo brésilien en remportant le Grand Chelem de Judo de Tokyo 2023. Le seul champion brésilien au Japon jusqu'alors était Sergio Pessoa, qui a remporté la Coupe Jigoro Kano en 1986, dans un format différent de celui actuel,,,.

## Palmarès

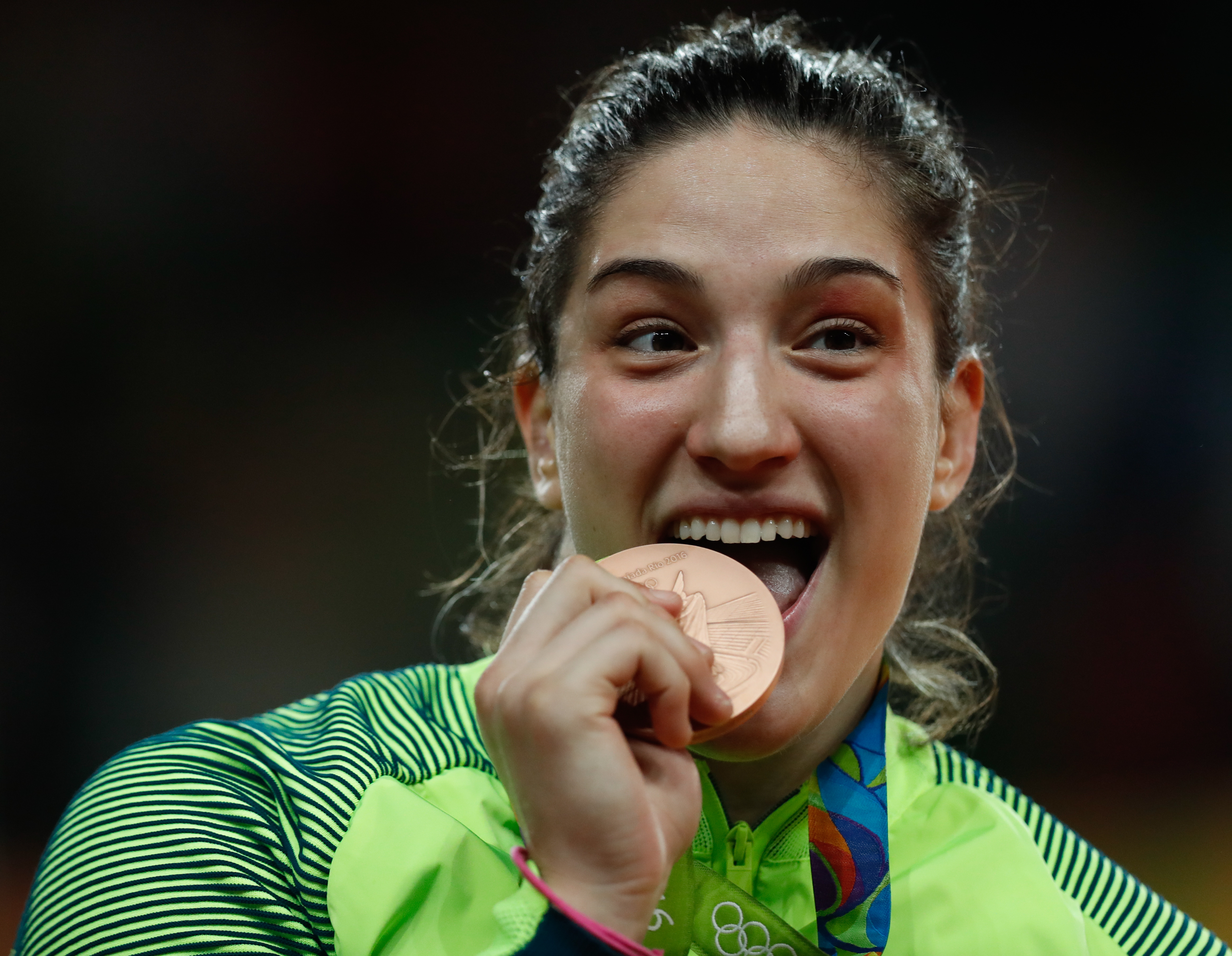
Aguiar avec sa médaille de bronze obtenue aux Jeux Olympiques de 2016 à Rio de Janeiro.

| Année | Compétition                | Lieu           | Résultat | Catégorie |
| ----- | -------------------------- | -------------- | -------- | --------- |
| 2007  | Jeux panaméricains         | Rio de Janeiro | 2e       | -70 kg    |
| 2007  | Championnats panaméricains | Miami          | 2e       | -70 kg    |
| 2008  | Championnats panaméricains | Montréal       | 1re      | -70 kg    |
| 2010  | Championnats panaméricains | San Salvador   | 1re      | -78 kg    |
| 2010  | Championnats du monde      | Tokyo          | 2e       | -78 kg    |
| 2011  | Championnats panaméricains | Guadalajara    | 2e       | -78 kg    |
| 2011  | Championnats du monde      | Paris          | 3e       | -78 kg    |
| 2011  | Jeux panaméricains         | Guadalajara    | 3e       | -78 kg    |
| 2012  | Jeux olympiques            | Londres        | 3e       | -78 kg    |
| 2013  | Championnats panaméricains | San José       | 1re      | -78 kg    |
| 2013  | Championnats du monde      | Rio de Janeiro | 3e       | -78 kg    |
| 2014  | Championnats du monde      | Tcheliabinsk   | 1re      | -78 kg    |
| 2015  | Championnats panaméricains | Edmonton       | 1re      | -78 kg    |
| 2015  | Jeux panaméricains         | Toronto        | 2e       | -78 kg    |
| 2016  | Jeux olympiques            | Rio de Janeiro | 3e       | -78 kg    |
| 2017  | Championnats du monde      | Budapest       | 1re      | -78 kg    |
| 2019  | Championnats panaméricains | Lima           | 1re      | -78 kg    |
| 2019  | Jeux panaméricains         | Lima           | 1re      | -78 kg    |
| 2019  | Championnats du monde      | Tokyo          | 3e       | -78 kg    |
| 2021  | Jeux olympiques            | Tokyo          | 3e       | -78 kg    |
| 2022  | Championnats du monde      | Tachkent       | 1re      | -78 kg    |